# جين ويل
جين ويل (مواليد 1850) هو مبارز بالسيف سويسري، مثّل بلاده في الألعاب الأولمبية الصيفية 1900.

## روابط رياضية
جين ويل على موقع أوليمبيديا (الإنجليزية)